# (216) Cleòpatra
(216) Cleòpatra és un asteroide que forma part del cinturó d'asteroides descobert el 10 d'abril de 1880 per Johann Palisa des de l'Observatori de Pula, a Croàcia.
Està anomenat en honor de la reina egípcia Cleòpatra (c.69 aC - 30 aC).

## Característiques físiques
Cleòpatra té una forma inusual, comparable a la d'un os de rosegar. Aquesta forma va ser revelada usant el sistema òptic adaptatiu del telescopi de 3,6 m construït i operat per l'Observatori Europeu Austral instal·lat en el La Silla. Enviant senyals de radar, un equip d'astrònoms del radiotelescopi d'Arecibo (Puerto Rico) va poder dissenyar un model computeritzat de la forma de l'asteroide Cleòpatra.

## Satèl·lits
L'asteroide Cleòpatra té dos satèl·lits, anomenats el febrer de 2011 com Alexhelios (S/2011 (216)1) i Cleoselene (S/2011 (216)2), en honor de dos fills de Cleòpatra: Alexandre Heli i Cleòpatra Selene II.